# Pierre Dubois
Pierre Dubois va ser un publicista francès actiu en els primers anys del segle xiv. Era jurista i va fer un seguit de recomanacions sobre la reestructuració de la cristiandat, recollides, bàsicament, en el seu De recuperatione Terrae Sanctae. S'ha interpretat malament la seva proposta, fent-lo, suposadament, partidari d'un Rex bellator

## Orígens i biografia
Segurament va néixer cap al 1255 prop de Coutances (Normandia). Va estudiar a la Universitat de París abans de 1274 (va tenir de professor Tomàs d'Aquino, mort en aquella data). Advocat reial al servei dels reis d'Anglaterra i de França.
Va començar a participar com a polemista en la política del seu país a partir de 1302, criticant el Papa Bonifaci VIII, enfrontat amb el rei de França (resposta a la Butlla Ausculta filii).
En 1306 va publicar la seva obra principal De recuperatione Terrae Sanctae, que va modificar per incloure els canvis ocasionats per la dissolució de l'orde del Temple (la va presentar al rei Felip IV de França el 23 de maig de 1308). Inicialment, estava dedicat al rei d'Anglaterra, però una segona còpia, més extensa, era dedicada a Felip IV de França.
Mai va aconseguir, malgrat la seva insistència, esdevenir un dels consellers reials (com Marigny o Nogaret), i els seus darrers anys va assessorar la comtessa Mafalda d'Artois.
La darrera menció de Pierra Dubois és de 1321.

## De recuperatione Terrae Sanctae
Dubois va publicar la seva obra concebuda com un pla general de reforma de la cristiandat, justificada per fer possible la recuperació de Terra Santa. Sembla haver intentat donar la rèplica al projecte rex bellator de fra Ramon Llull, tal com va ser publicat al Liber de fine de la primavera de 1305, que reservava el paper de cap de la cristiandat al príncep català Jaume d'Aragó i d'Anjou "el forassenyat". Tan sols cal veure la denominació que proposa per a l'artífex dels canvis: "rex pacis" en comptes de "rex bellator".
Felip IV de França esdevindria aquest "rex pacis" de la manera següent:
- controlant el Papa Climent V, al qual es deixaria un paper espiritual i no polític, i se li exigiria el nomenament de cardenals francesos compromesos amb la política de Felip. També hauria de cedir la major part de les seves rendes per aplicar-les a la Croada i els territoris del Patrimoni de Sant Pere, per alliberar-lo de preocupacions terrenals. A més, se li exigiria el nomenament d'Emperador hereditari d'Alemanya per a un fill del rei de França i la cessió de la senyoria eminent sobre Anglaterra, Aragó i Catalunya, Sicília, Roma, Venècia, Gènova i Milà.
- convocant un concili general extraordinari on tots els prínceps haurien de jurar pau eterna entre cristians. Els refractaris, serien excomunicats i els violadors, serien atacats per tots els prínceps cristians. El concili aprovaria els canvis abans descrits.
- situant Carles I de Valois en el tron imperial de Bizanci, i, a continuació, encarregant-li la direcció dels ordes militars (privats de totes les possessions territorials fora de Terra Santa, que se cedirien en emfiteusi i les rendes s'aplicarien a la guerra santa).
- situant Robert d'Anjou (un cop recuperada Sicília de mans de Frederic II) com a rei de Jerusalem i Egipte. Aquesta proposta va ser modificada en la segona edició, on va proposar donar Tunísia a Robert i fer rei de Xipre i Jerusalem (amb Egipte) al fill segon de Felip, Felip V de França "el Llarg", desfent-se, així, d'Amalric II de Chatillon, aliat dels Templers.

Altres mesures, encaminades a obtenir els recursos o a assegurar el triomf i la continuïtat eren: aplicar totes les rendes dels ordes no mendicants i les dels bisbats a la croada; la creació d'escoles per aprendre les llengües dels pobles del Pròxim Orient; l'ensinistrament de dones joves per casar-les amb musulmans i grecs i convertir-los al catolicisme.
És interessant veure com proposa tancar el pas al camí proposat per Ramon Llull (partint de Múrcia, conquerir Almeria, Ceuta, passar al Nord d'Àfrica i, recolzat l'exèrcit per la flota catalana, arribar a Egipte). Dubois proposa donar el regne de Granada a Ferran IV de Castella, i la corona de Castella als Infants de la Cerda (fills de la princesa francesa Blanca), deixant fora de joc el rei aragonès Jaume el Just i en preparació una croada contra Almeria.
Els fills dels reis de Jerusalem (descendents de Felip el Llarg) serien educats en la cort de París, i el paper de Felip IV i del seu primogènit Lluís X de França "l'obstinat" seria tenir fills i mai combatre ("rex pacis"). Dubois demana a Felip que es torni a casar, després d'haver enviudat de Joana de Navarra.
En produir-se l'ofensiva de Felip IV de França contra els templers, Dubois va afegir els canvis necessaris a la seva proposta (dissolució del Temple, eliminació del rei Eimeric de Lusignan de Xipre...).
Sembla que el rei Felip IV va fer poc cas d'aquestes propostes i de qui les feia.